# Spirit ベルマーレTV
『Spirit ベルマーレTV』（スピリット・ベルマーレ・ティーヴィー）は、2015年3月6日からテレビ神奈川 (tvk) で放送されているサッカー番組である。同局の金曜夜は「キックオフ!!F・マリノス」「ファイト!川崎フロンターレ」が既に放映されており、2016年まではこの番組がtvkSKYタイム第3部として位置づけられていた。

## 番組概要
2015年に2年ぶりのJ1リーグ復帰を果たした湘南ベルマーレを毎回クローズアップしている番組で、放送前週に行われた同クラブ参加試合のハイライトと放送週における展望、そして選手やサポーターへのインタビューVTRと密着取材VTR、主催試合予定の告知などによって構成される。ナレーションは同クラブの公式戦でディスクジョッキーを務める三村ロンドが担当し、練習後の選手インタビューなどは同クラブの元選手で2015年からクラブ職員の猪狩佑貴が担当している。

## 放送期間
同番組は11月末をもって一旦放送休止し、翌年のリーグ開幕前後に放送再開する方針を取っている。
- 2015年シーズン 3月6日 - 11月27日 金曜23:00 - 23:30（JST）[2][3]
- 2016年シーズン 2月26日 - 11月25日 放送時間は2015年シーズンと同じ[4][5]。
- 2017年シーズン 3月31日 - 10月27日 放送時間が毎月最終金曜21:00 - 21:30に変更[6]。
- 2018年シーズン 2月23日 - 11月23日 ベルマーレがJ1に復帰も毎月最終金曜放送及び時間は変わらず。
- 2019年シーズン 2月22日 - 11月22日
- 2020年シーズン 2月28日[7] -